# Dorothy Kilgallen
Dorothy Mae Kilgallen (Chicago, 3 de julio de 1913-Nueva York, 8 de noviembre de 1965) fue una periodista y colaboradora de televisión estadounidense. Se hizo mayormente conocida dentro de su país por su cobertura del juicio de Sam Sheppard, su columna periodística The voice of Broadway y su participación fija en el concurso televisivo What's My Line? (¿Cuál es mi profesión?).
Fue hija del conocido periodista James Kilgallen y de Mae Kilgallen, ama de casa. Tuvo una hermana, Eleanor Kilgallen, con residencia en Nueva York y agente de audiciones y contratación dentro de Universal Studios y que tuvo un importante papel en el ascenso de las carreras artísticas de James Dean, Kim Cattrall y otros actores.

## Carrera
La temprana carrera de Dorothy comenzó como reportera en los juicios de Bruno Hauptmann (convicto por su responsabilidad en el secuestro y asesinato del hijo de Charles Lindbergh) y de los asesinos convictos de Anna Antonio. Un ejemplo de juicio que no implicó asesinato y que Dorothy cubrió fue el referente al proceso de expulsión del abogado Thomas Aurelio, firme aspirante a ocupar un puesto vacante en la Corte Suprema de Nueva York en 1943. La razón para el procedimiento de expulsión fue que se interceptó una conversación amistosa que éste mantenía con el líder sindical de origen italiano Frank Costello, quien al parecer se ocupaba de asegurar la elección de Aurelio a través de sobornos. Thomas Aurelio no fue expulsado y se mantuvo al servicio del estado hasta 1973. La cobertura de Kilgallen respecto a éste asunto en 1943 fue publicada exclusivamente en los periódicos de William Randolph Hearst, quien los supervisó minuciosamente hasta su muerte en 1951. También escribió para revistas nacionales como Reader's Digest.
En 1936, Kilgallen compitió con dos jóvenes periodistas de un diario neoyorquino en una carrera alrededor del mundo usando los medios de transporte únicamente disponibles al público general (no sólo al personal militar o a los héroes de la aviación de aquel tiempo) logrando la segunda posición. Describió el evento en su libro, Girl Around The World (Muchacha alrededor del mundo) y escribió la adaptación a la pantalla para la película de 1937 Fly Away Baby, protagonizada por Glenda Farrell como el personaje inspirado en Kilgallen. Durante su corta residencia en Hollywood de 1936 a 1937, Kilgallen escribió una columna que sólo podía ser leída en Nueva York, pero que sin embargo provocó un pleito por difamación con Constance Bennett, entonces estrella de Hollywood. Kilgallen evidentemente ganó la amistad o por lo menos la aprobación de Jean Harlow, hecho demostrado por la invitación al funeral de la rubia actriz que sobrevive entre los documentos que la columnista guardó durante décadas y que su viudo donó al Lincoln Center for the Performing Arts. 
A su regreso a Nueva York, Kilgallen comenzó a escribir de manera periódica en una columna llamada The Voice of Broadway(La voz de Broadway) del diario propiedad de Hearst New York Journal-American. La columna, en la que escribió hasta su muerte ocurrida en 1965, presentaba principalmente las noticias referentes al mundo del espectáculo y a la sociedad de Nueva York, pero también abordó de manera afortunada otros temas como la política. El éxito la condujo a la difusión en otros diarios de todo el país.
A comienzos de 1945, se convirtió en coanfitriona del programa de entrevistas Breakfast with Dorothy and Dick, al lado de su esposo Richard Kollmar. Transmitiendo en directo desde la WOR, una emisora de AM, cada mañana a excepción de los domingos (día en que se trasmitía una repetición), el programa era emitido desde el departamento de la pareja localizado en Park Avenue y presentaba a los Kollmar hablando "charlas de sobremesa" acerca de noticias, sociedad, rumores familiares y gente interesante que encontraban horas antes en clubes o fiestas. Sus tres hijos Richard Jr., Jill y Kerry eran incluidos frecuentemente en la conversación. Cuando la familia se mudó a una construcción individual (descrita como una casa de estilo georgiano) en junio de 1952, reservaron una de las habitaciones del quinto piso especialmente para sus transmisiones radiofónicas.
Aunque la WOR se promovía como una emisora estrictamente para Nueva York, hay informes de que en razón de la altura de las torres de transmisión la señal era captada por habitantes de Nueva Inglaterra y del medio-oeste, así pues, podía escucharse la emisión de Breakfast with Dorothy and Dick. Por ejemplo, en 1956 los Kollmar discutieron en antena una nota periodística sobre una librería de Times Square que había violado una ley de la ciudad de Nueva York que le requirió mantener limpia la acera frente al local que alegó al magistrado que acatar la orden era difícil en vista de que otra ley prohibía a un neoyorquino barrer la acera después de las 9:00 a. m. Dorothy pasó una buena parte del tiempo hablando de ello, aunque Richard notó que el gobierno de la ciudad permitía a un empleado el operar una barredora de calles en cualquier momento del día o de la noche.
Para 1950, Dorothy se volvió panelista en el programa televisivo americano de concursos What's My Line?, el cual fue transmitido por la CBS televisión Network de 1950 a 1967. Permaneció en el programa por espacio de 15 años hasta su muerte. El programa se convirtió en un clásico de la televisión, notorio por la urbanidad de sus miembros tanto del panel como de su anfitrión. Kilgallen era presentada por el anunciador como «la popular columnista sindicada cuya Voice of Broadway aparecía en los diarios de costa a costa». Dorothy desempeñó su rol como panelista con sofisticación neoyorquina, un espíritu competitivo, interrogando de manera aguda a los invitados, y una alegría especial en los momentos de humor. Frecuentemente lanzaba la pregunta inventada por Steve Allen: "¿Es más grande que una panera?" (estimando el tamaño del producto hecho o vendido por el contrincante). Kilgallen asistió a la coronación de la Reina Isabel II en 1953, y su trabajo le mereció ser nominada al Premio Pulitzer.
La gente de fuera de Norteamérica no podía ver a Kilgallen en "What's My Line". Muchos países lanzaron su propia versión del programa de concursos acorde a las diferencias culturales, el mercado y los distintos medios de transmisión. El éxito del programa americano dio a los directivos de la Hearts Corporatio confianza, no obstante The Voice of Broadway circuló en Canadá, Europa, Australia y en un diario de habla inglesa en China. La emisión de the Line transmitida el 13 de febrero de 1955 incluyó un anuncio al principio afirmando que la columna de Dorothy Kilgallen podía leerse en Australia. No se supo si alguna vez publicó en el exterior nada de valor histórico que los redactores americanos se negaran a publicar.
Tras la muerte de William Randolph Hearst en 1951, su imperio inició un lento y doloroso declive alimentado por la lucha por el poder entre dos de sus hijos y un ejecutivo de la empresa llamado Richard Berlin. Dicha situación hizo que los tres pasaran por alto la controversia provocada por Dorothy en el New York Journal American hasta el último día de su vida. Incluso hasta el último momento, los tres hombres operaron el diario dentro de un edificio del lado este del bajo Manhattan, sucio e infestado de cucarachas usando antiguas impresoras. Kilgallen, que trabajaba fuera de él en su casa y usaba los servicios de mensajería para enviar sus artículos, continuó visitando el viejo inmueble del diario de manera ocasional.

## Artículos y declaraciones polémicas
Kilgallen fue notable por su alcance periodístico en su cobertura del juicio por asesinato del doctor Sam Sheppard. El caso inspiró la serie The Fugitive. El New York Journal American llevó a los titulares en primera plana que ella estaba «asombrada» por la sentencia de culpabilidad. El doctor, que era osteópata, fue acusado de haber asesinado a su esposa Marilyn al golpearla con un instrumento hasta la muerte en su casa en Bay Village en los suburbios de Cleveland.
Muchos residentes de Cleveland creían en la culpabilidad del doctor Sheppard, incluyendo a los editores del Cleveland Plain Dealer, quienes difundían de manera sindicada la columna de Kilgallen. Inmediatamente después de que escribiera sobre los perseguidores de Sheppard que «no probaron que fuese culpable, solamente probaron que son unos cabezas de chorlito», su columna fue retirada de dicho diario. Los habitantes de Cleveland debieron estar agradecidos por lo que no se publicó de Kilgallen. Como reveló nueve años después en el club de periodistas intercontinentales en Nueva York, el juez del caso le había dicho al comienzo del juicio que el doctor era culpable «de todas todas».
Cuando el abogado F. Lee Bailey dio comienzo al largo proceso de reapertura del caso, que concluyó con la liberación de Sheppard de prisión en julio de 1964, descubrió otros testimonios que indicaban que el juez decidió antes de oír o ver cualquier testimonio o prueba.
Arlene Francis, compañera de panel de Dorothy en What's My Line, dijo en 1976: «Creo que Dorothy fue una periodista maravillosa. Cuando cubrió algo como el juicio de Sheppard en comparación a su columna de rumores». 
Dorothy Kilgallen frecuentemente fue antagónica hacia Frank Sinatra a través de su columna periodística y en la serie de episodios The Frank Sinatra Story (publicada solamente en los periódicos de Hearst). Sinatra se lo tomó bastante mal y empezó a referirse a ella como "maravilla venida a menos". Irónicamente los dos habían sido amigos por muchos años (dos fotografías de ellos ensayando el argumento para una emisión radiofónica en 1948 lo demuestran). Incluso Kilgallen comenzó a criticar a Sinatra por sus supuestas conexiones con el crimen organizado. Kilgallen también mantuvo una relación con el cantante Johnnie Ray. Después de que el poder de los columnistas de Broadway fuera quedando en un segundo plano ante los comentaristas televisivos y otras personalidades a finales de los cincuenta, Kilgallen fue frecuentemente parodiada por la comediante Hermione Gingold y los editores de la revista MAD entre otros.
En 1961, cuando artistas de música country del Nashville Grand Ole Opry aparecieron en el Carnegie Hall a beneficio de los músicos de Nueva York, Kilgallen los describió como "pueblerinos de los palos" publicando en su columna que "deben salir de la ciudad, los montañeses vienen". Patsy Cline, una de las principales participantes respondió que "La señora Dorothy Kilgallen, la malvada bruja del este, nos llamó "pueblerinos de los palos" y si tuviera que encontrarme con esa bruja mientras estoy aquí, le haría saber cuán orgullosa estoy de ser llamada una "Montañesa". Siendo justos con Kilgallen, debería resaltarse que ella y sus amigos neoyorkinos fueron probablemente sujetos a estereotipos negativos asociados con el género musical country en aquel tiempo. Una importante crítica femenina de Nueva York, Harriet Van Horne, intentó influenciar en sus lectores, Kilgallen entre ellos, contra el género. Las pantallas mostraron a Dorothy reaccionando positivamente a -nunca despreciando- Tennessee Ernie Ford y otros cantantes de música country y sureños que ella encontraba en televisión en directo. Sin embargo se le escuchó ridiculizar la pronunciación sureña de "Elvis" en la emisión del 28 de octubre de 1956 del programa "What's My Line".

### Kilgallen y el asesinato de Kennedy
Dorothy Kilgallen realizó una entrevista a Jack Ruby poco antes de su muerte, durante un receso de su juicio por haber matado a Lee Harvey Oswald. No reveló de qué hablaron antes de su muerte. Obtuvo una copia del testimonio de Ruby para la Comisión Warren, aunque mantuvo en la confidencialidad su testimonio. Ello detonó una investigación del FBI para averiguar como la obtuvo.
Su columna en el New York Journal American fue crítica con la Comisión Warren mientras que sus editores y concesionados usualmente eliminaron esos párrafos. (Kilgallen reconoció en 1962 que un editor periodístico tenía derecho a hacer lo que quisiera con el material concesionado). El 3 de septiembre de 1965 en la edición del Journal American, Kilgallen escribió con respecto al asesinato, "Esa historia no morirá mientras haya un verdadero periodista vivo, y hay muchos de ellos vivos". Tenía un antecedente como crítica del gobierno, en una ocasión sugirió que la CIA reclutaba miembros de la Mafia para asesinar a Fidel Castro (lo que posteriormente al parecer fue probado en el caso). El director del FBI J. Edgar Hoover mantenía un expediente de ella y sus actividades.
Durante una de las visitas de Kilgallen a Dallas para cubrir el juicio de Jack Ruby por asesinato, el Dallas Times-Herald publicó un párrafo con un corto perfil biográfico de Dorothy y una foto de ella dentro de la corte flanqueada por los abogados Melvin Belli y Joe Tonahill, la foto y el pie de foto afirmaban que Kilgallen estaba preparando artículos para "numerosas publicaciones europeas" acerca de los eventos ocurridos en Dallas. Los nombres de los medios no se conocieron. La biografía de Kilgallen de Ms. Israel no cita alguno de ellos. Kilgallen solo tenía al menos un artículo sobre negocios del espectáculo publicado en la revista alemana llamada Quik (en 1964). No está claro el cómo muchas personas fuera de los Estados Unidos se enteraban de los casos penales que ella abordaba. Varios días antes de su muerte cuando en la revista Esquire se le preguntó si alguna vez había fantaseado acerca de una película en Hollywood basada en su vida, aseveró que días antes había visitado Berlín, donde un extranjero la confundió con Vivien Leigh, a quien Kilgallen quería para la película.

### Reportando ovnis
Kilgallen escribió por lo menos en dos ocasiones en su columna periodística acerca de los ovnis con afirmaciones sensacionales que a menudo son citadas por los investigadores del fenómeno ovni.
El 15 de febrero de 1954 comentó en su columna que «los platillos voladores son vistos con tal importancia que serán sujeto de una reunión secreta de grandes líderes militares del mundo el próximo verano». Esta declaración suele ser relacionada con el presunto grupo secreto estudioso del fenómeno ovni, Majestic 12.[cita requerida] El 22 de mayo de 1955 un reporte concesionado del Servicio Noticioso Internacional (INS) de Kilgallen afirmó que «científicos y aviadores británicos, tras examinar la caída de una nave voladora misteriosa, estaban convencidos de que esos extraños objetos aéreos no eran ilusiones ópticas o invenciones soviéticas, sino platillos voladores cuyo origen era otro planeta, la fuente de tal información sería un funcionario de gabinete que prefiere el anonimato. "Creemos, sobre la base de nuestra indagación un tanto vaga, que los platillos eran tripulados por hombrecillos con una estatura por debajo de 1,20 m." Asusta, pero no puede negarse que los platillos voladores vienen de otro planeta». Este artículo, que fue separado de la columna de Kilgallen, apareció en las principales del New York Journal American y del Cincinnati Enquirer y otros diarios.
Varios intentos por llegar al fondo de la historia incluyendo los del editor de INS fueron un fracaso. Gordon Creigthon, editor de la revista Flying Saucer Review afirmó que la información fue proporcionada a Kilgallen por Louis Mountbatten en una fiesta-cóctel, pero los intentos por verificar el hecho fueron en vano. Creighton hizo su afirmación poco después de la muerte de Mountbatten.

### En el extranjero
Se sabe que visitó Europa con frecuencia en 1964 y 1965, por otro lado participó en una excursión fílmica que incrementó el uso de las líneas aéreas comerciales a través de aviones de reacción en los sesenta. Sin embargo, no se sabe sobre qué escribía mientras estaba afuera, o si escribía de todo. What's My Line comenzó pregrabaciones de los episodios de la temporada navideña en 1959 y para el verano en 1961. Por primera vez desde 1950, Kilgallen y los otros participantes del programa podían vacacionar sin tener que explicar a alguien sobre sus ausencias al aire. Algunos de los pocos comentarios que emitió sobre entretenimiento durante este breve período versaron sobre diversos tópicos, tales como su comentario del 10 de junio de 1965 respecto a "The Manchurian Candidate" era "un melodrama rutinario con una trama telegrafiada como si hubiese sido enviada a través de mensajería". El 6 de junio de 1965, Martin Gabel, entonces panelista de What's My Line anunció en directo, que Kilgallen acababa de regresar de Londres en donde ella había escrito acerca del Asunto Profumo, dos años antes para el Journal American y posiblemente para una publicación británica.[cita requerida]

## Muerte
El 8 de noviembre de 1965 Kilgallen fue hallada muerta en su casa en la ciudad de Nueva York a la edad de 52 años y justo 12 horas después de haber aparecido en directo en el programa "What's My Line?". Su estilista Marc Sinclair la encontró al llegar aquella mañana con el fin de arreglarle el peinado. Aparentemente había sucumbido a una combinación fatal de seconal y alcohol quizás concurrentes con un ataque cardíaco. No se sabe si realmente fue suicidio o una muerte accidental, aunque la cantidad de barbitúricos presente en su sistema era lo suficientemente pequeña como para sugerir un accidente.[cita requerida]
Debido a su crítica abierta a la Comisión Warren y a otras entidades gubernamentales de los Estados Unidos, y su asociación con Jack Ruby y su reciente entrevista con él, algunos especularon que había sido asesinada por miembros de la presunta conspiración contra John F. Kennedy o quizás por gente resentida por su constante negativa a revelar sus fuentes en cualquier caso.[cita requerida]. En agosto de 1964, dijo a los agentes de la FBI que ella "moriría antes" que revelar la identidad del hombre que le proporcionó el testimonio de Jack Ruby de la Comisión Warren antes de que Lyndon B. Johnson la tuviera.[cita requerida]
No había evidencia de lucha ni de que hubiese sido forzada la habitación el 8 de noviembre de 1965, aunque la biógrafa Lee Israel descubrió en 1970 que ninguna de las notas de actualidad histórica fueron halladas jamás.[cita requerida] En la escena del hallazgo, Kilgallen tenía afianzado un libro, The Honey Badger de Robert Ruark, en su mano, sugiriendo que había estado leyéndolo en cama, pero sus lentes para lectura no estaban en la habitación, Kilgallen y Sinclair discutían acerca del libro semanas antes de que lo terminara. Más aún, Dorothy notó que la protagonista del libro moría al final.[cita requerida]